# 長谷川龍雄
長谷川 龍雄（はせがわ たつお、1916年2月8日 - 2008年4月29日）は、日本の技術者。

## 経歴

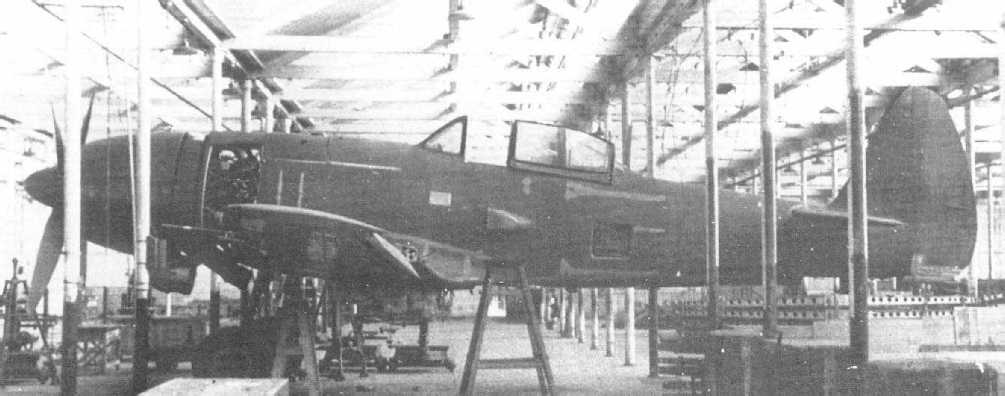
キ94IIの試作機

鳥取県鳥取市出身。1939年に東京帝国大学航空学科を卒業後、立川飛行機に入社。キ94の設計主務などを務める。キ94の翼型は「TH翼」という層流翼で、長谷川の研究の応用である（THは長谷川のイニシャル）。終戦に伴い、1946年にトヨタ自動車工業（現在のトヨタ自動車）に入社。初代トヨエースの主査を皮切りに、初代パブリカ、トヨタスポーツ800、初代カローラの主査を歴任した。1967年に取締役製品企画室副室長に就任、その傍ら初代セリカ・カリーナの開発主査を務める。またそういった量産車以外にもFRP製のスポーティな試作車23A（1956年）なども設計している。1972年に常務取締役製品企画室長に就任、1978年から1982年まで専務取締役を経て退任。2004年に日本自動車殿堂入りを果たす。

2008年4月29日に老衰のため神奈川県横浜市の病院にて逝去。92歳（享年93）。

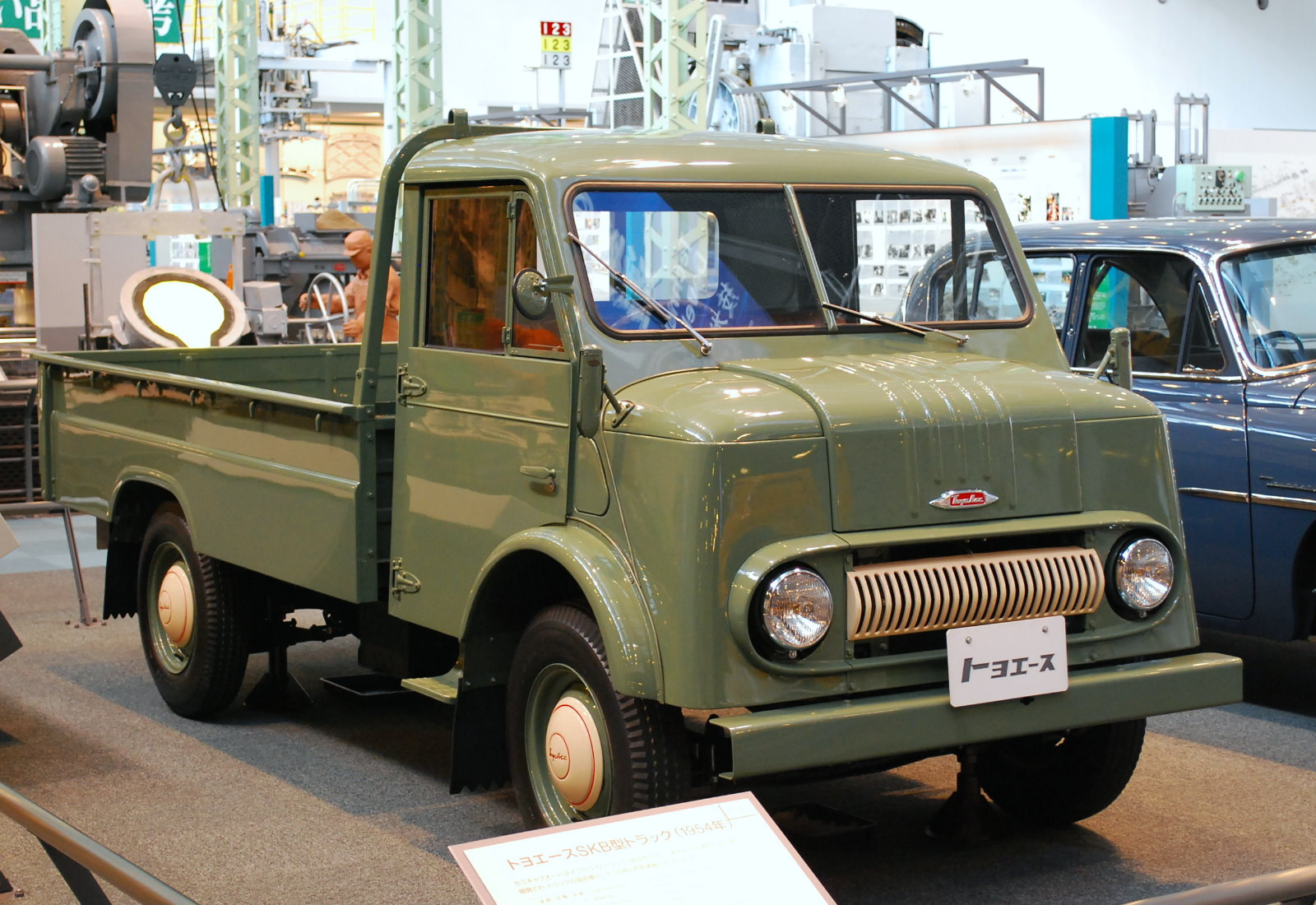
初代トヨエース (トヨペット・SKB型トラック)
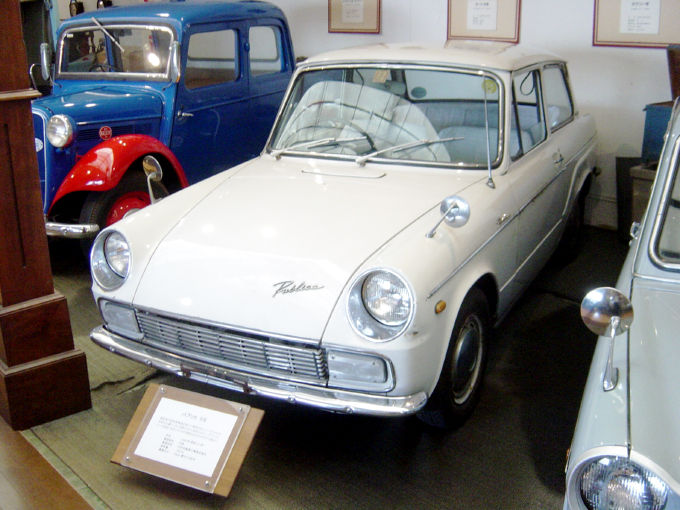
初代パブリカ
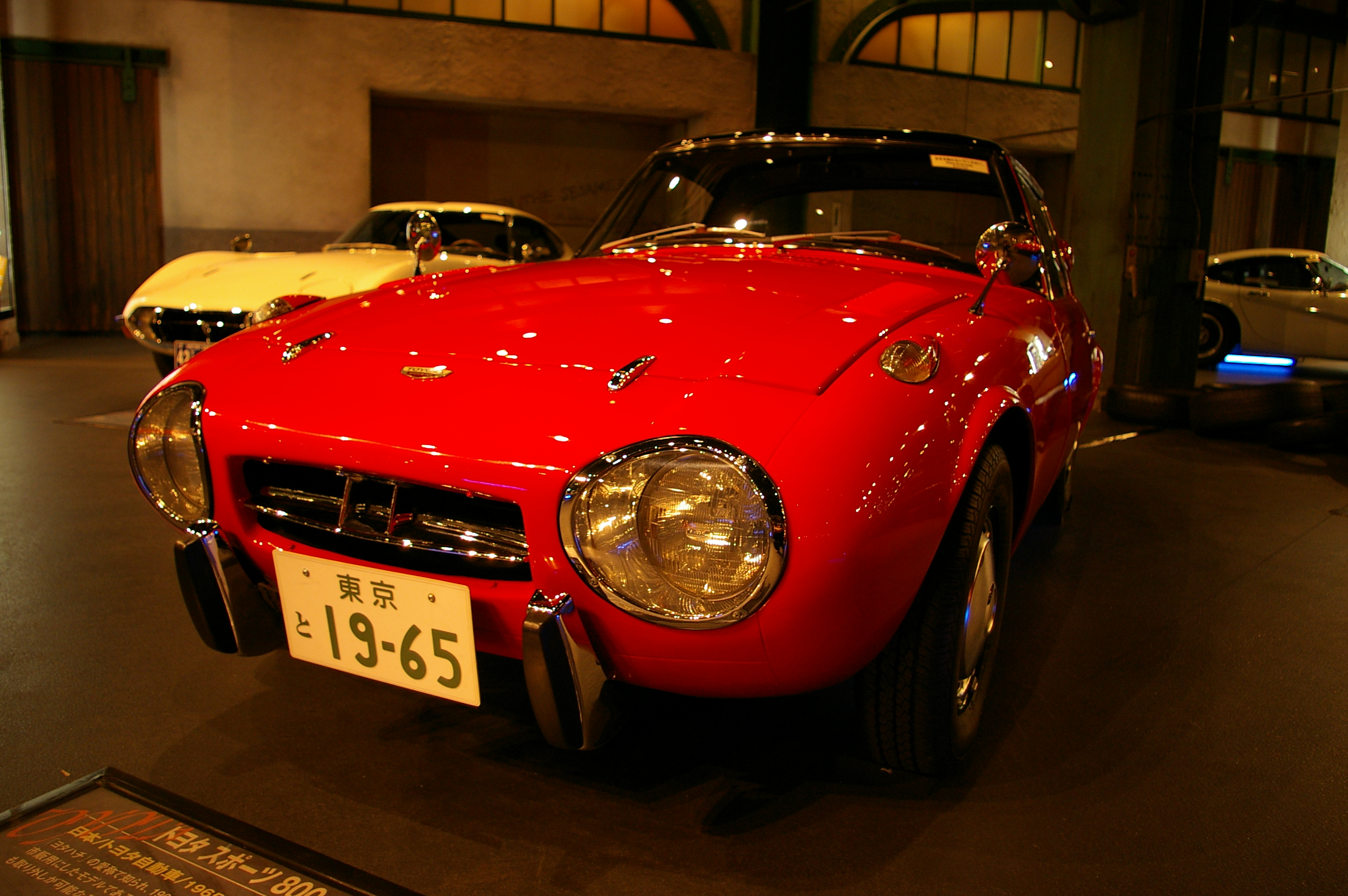
トヨタスポーツ800
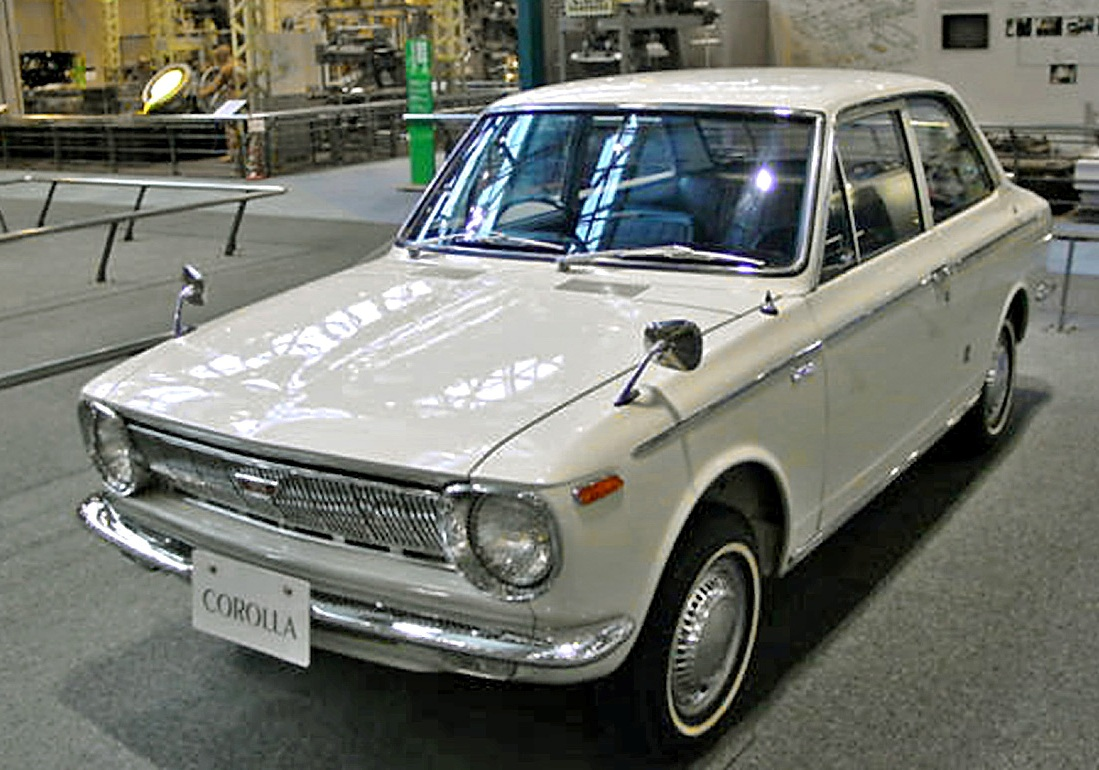
初代カローラ
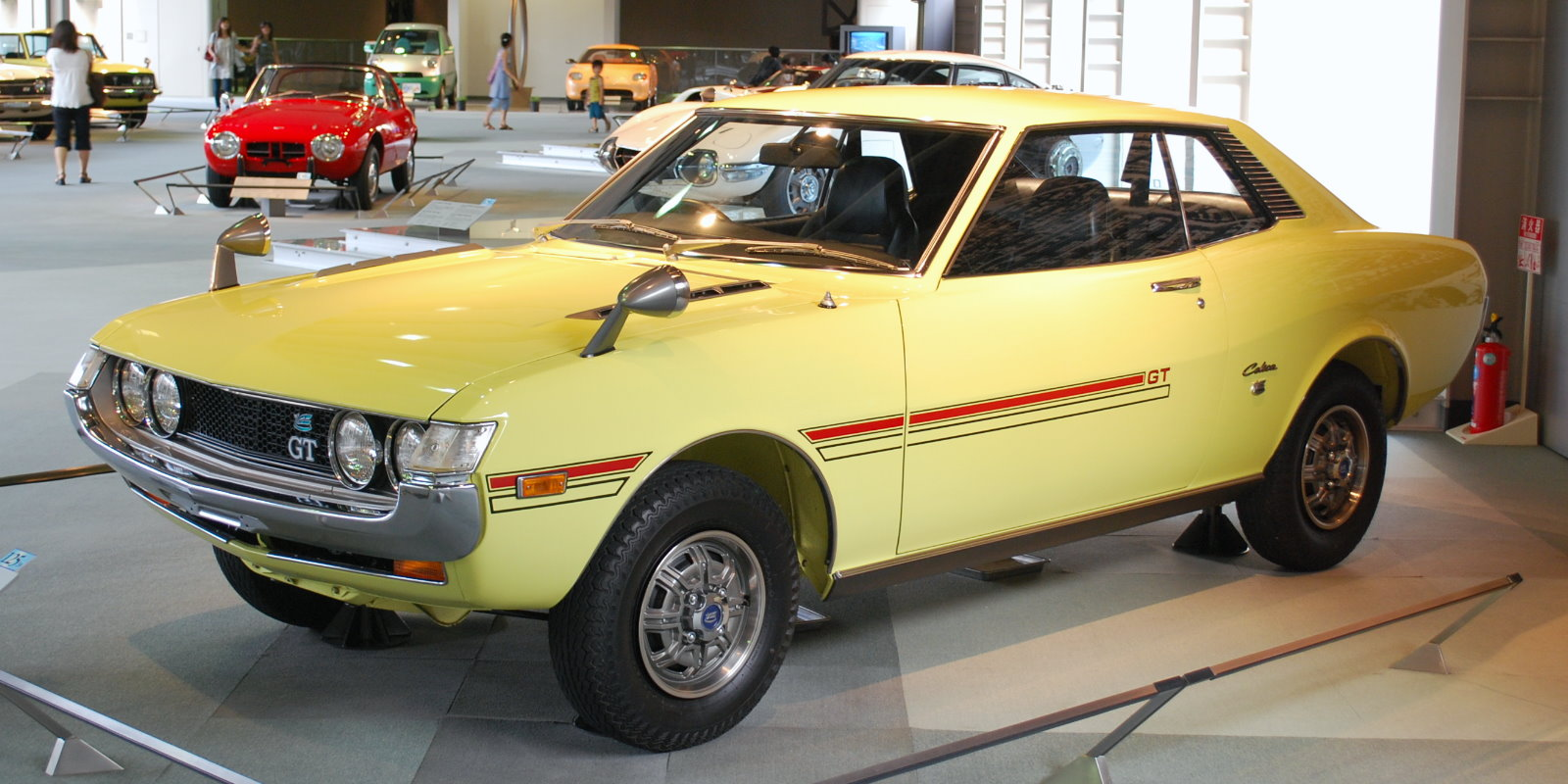
初代セリカ
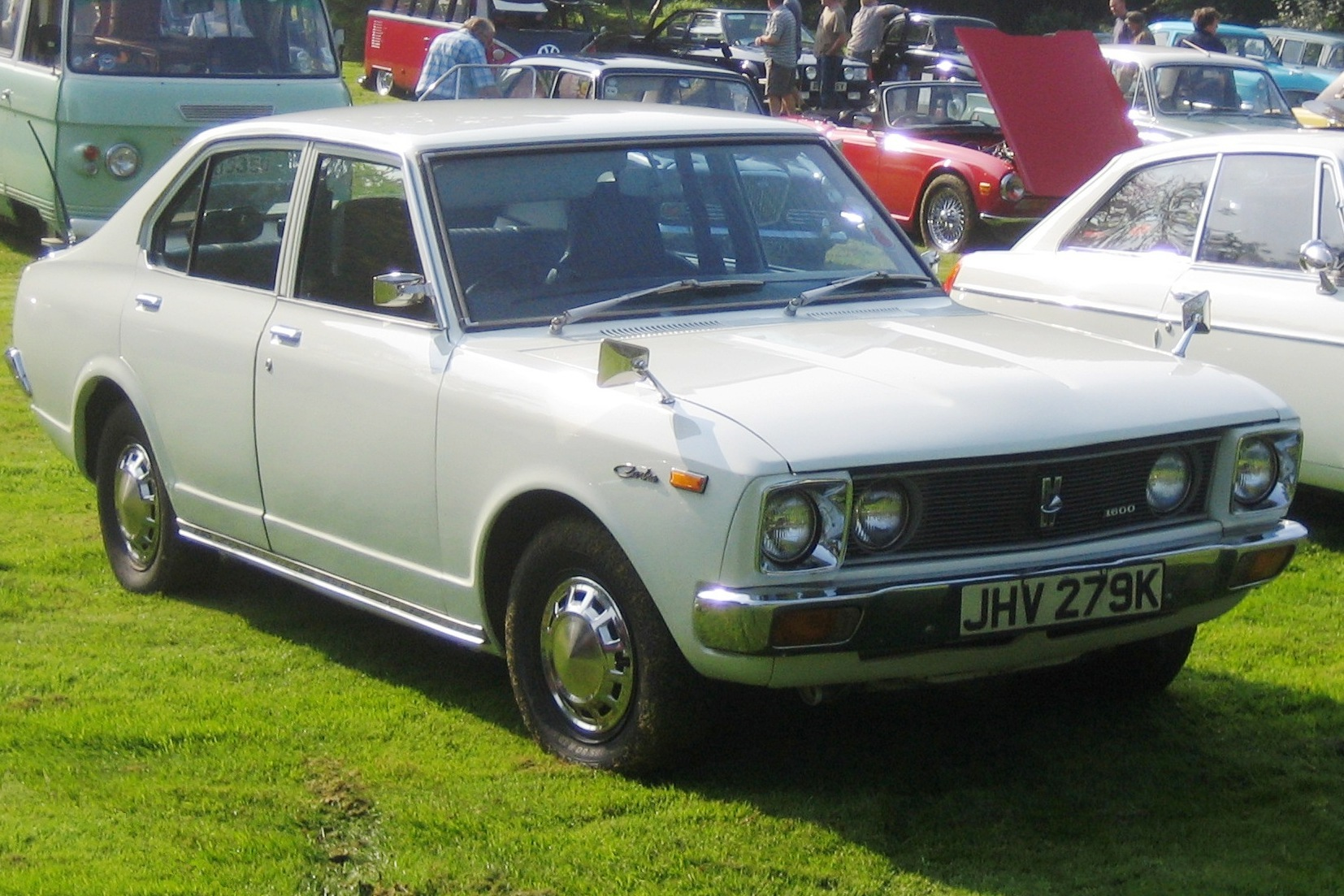
初代カリーナ

## 主査10ヶ条
トヨタの主査ポジションの後継者養育にあたって、指針として次の10ヶ条を挙げた。
1. 主査は常に広い知識、見識を学べ。
2. 主査は自分自身の方策を持つべし。
3. 主査は大きくかつよい網を張れ。
4. 主査はよい結果を得るために全知全能を傾注せよ。
5. 主査は物事を繰り返すことを面倒がってはならぬ。
6. 主査は自分に対して自信（信念）を持つべし。
7. 主査は物事の責任を他人のせいにしてはならぬ。
8. 主査と主査付は同一人格であらねばならない。
9. 主査は要領よく立ち回ってはならない。
10. 主査に必要な資質――知識、技術力、経験、洞察力、判断力、決断力、度量、感情的でなく、冷静であること、活力、粘り、集中力、統率力、表現力、説得力、柔軟性、無欲という欲（人格）。

## 余談
- 現在トヨタ自動車会長を務める豊田章男は子供の頃、長谷川のレビンに乗って富士スピードウェイに行ったことがあるが、「カッコいいおっさんだな」と子供心に思ったと述懐している[10]。